# エクセルマネジメント
エクセルマネジメントは、北海道幌泉郡えりも町歌別にある有限会社の競走馬（サラブレッド）の生産牧場である。功労馬繋養施設も用意されていた。旧称はえりも牧場、えりも農場。
馬主としては有限会社エクセルマネジメント名義で登録されていたが、12頭の中で3頭が1勝ずつした以外は目立った成績を挙げていない。勝負服の柄は赤で、冠名はとくに付けなかった。

## 歴史
- 1959年 - 田中牧場として創立する。代表者は田中彰治。
- 1966年 - 田中彰治が国税局に押さえられ閉場する。
- 1969年 - 当時の国鉄総裁だった石田禮助に頼まれ[要出典]山本慎一が入札し、えりも牧場として再開場する[2]。
- 1980年 - 生産馬のサニーシプレーがJRA賞最優秀3歳馬となる[2]
- 1983年 - 有限会社えりも農場へ改称。
- 2002年 - 山本将裕が代表取締役に就任。
- 2003年 - 有限会社エクセルマネジメントと社名変更[3]。
- 2012年 - 1月25日に行われたジェイエス繁殖牝馬セールにて、エリモピクシー、エリモシック、エリモエクセルら繁殖牝馬17頭を売却[4][5]。以降、生産事業を縮小している。また土地は岡田スタッドに一部を売却され、現在は同牧場の「えりも分場」として主に中期育成に使用されている[6]。

## 代表者
1. 山本 慎一（やまもと しんいち） - 初代代表者。学生時代から乗馬に興じ、28歳で馬主となる[2]。
2. 山本 将裕（やまもと まさひろ） - 2代目代表取締役社長。2008年に事故のため死亡[7]。32歳没。

## 本場以外の施設
- 有限会社エクセルマネジメント厚真トレーニングセンター（旧えりも農場厚真トレーニングセンター）[1]

## 主な生産馬

### 田中牧場
- チトセオー（1965年皐月賞、阪神大賞典）
- パナソニック（1965年安田記念、七夕賞）
- アドミラル（1966年中山大障害〈春〉）
- タイクラナ（1967年日本経済新春杯）
- リコウ（1967年アルゼンチンジョッキークラブカップ、ステイヤーズステークス）

### えりも牧場
- タイバブー（1972年北九州記念）
- トウフクセダン（1977年東京新聞杯、オールカマー、1978年ダイヤモンドステークス、天皇賞（春）2着）
- サニーシプレー（1980年デイリー杯3歳ステークス、阪神3歳ステークス）
- トウケイホープ（1980年東京大賞典、1982年東北サラブレッド大賞典など）
- エリモローラ（1982年毎日杯、1983年京阪杯、京都記念（秋）、1984年日経新春杯）
- パッシングサイアー（1982年菊花賞2着）

### えりも農場
- パッシングパワー（1988年金鯱賞）
- エリモターン（1989年京都大障害〈春〉）
- エリモシック（1996年秋華賞2着、1997年エリザベス女王杯）
- エリモダンディー（1997年京阪杯、1998年日経新春杯）
- エリモエクセル（1998年優駿牝馬、1999年中京記念、マーメイドステークス、府中牝馬ステークス）
- エリモブライアン（2001年ステイヤーズステークス）
- エリモカントリー（2005年京都ジャンプステークス、東京ハイジャンプ）
- エリモハリアー[1]（2005年 - 2007年函館記念）
- エリモマキシム（2009年新潟ジャンプステークス）

### エクセルマネジメント
- エリモエクスパイア（2007年天皇賞・春2着）
- セレスハント（2010年サマーチャンピオン、2011年東京スプリント、2012年・2013年北海道スプリントカップ）
- レッドアリオン（2015年マイラーズカップ、関屋記念）
- サトノルパン（2015年京阪杯）

## 主な繋養馬

### 繁殖馬
- デプグリーフ
  - 1977年 - 1995年。パッシングパワーの母、エリモシック・エリモハリアー・エリモダンディーの祖母、レッドアリオン・サトノルパンの曾祖母
- ディアチャンス
  - 2008年 - 2010年。2011年にノーザンファームに移動。

### 功労馬
- タニノブーケ
- ナルシスノワール
- アドマイヤボサツ
- エリモブライアン
- エリモマキシム

いずれもBTCによる功労馬繋養展示事業の助成対象馬であったが、アドマイヤボサツは2012年に助成対象から外れており、エリモブライアンとエリモマキシムの2頭は、同事業がBTCからJAIRSの管轄になった後の「引退名馬」サイト内のどこにも名前が掲載されておらず、助成対象とはなっていない状態である。